# Chorramabad
Chorramabad (per. خرم‌آباد – Khorram Abād) – miasto w Iranie, stolica ostanu Lorestan.
Liczba mieszkańców w 2011 roku wynosiła 348 216; dla porównania, w 2006 było to 333 945, w 1996 – 272 815, natomiast w 1966 – 59 tys. Przez Chorramabad przebiega rurociąg naftowy Abadan–Teheran.
W 2009 miastem partnerskim Chorramabad stało się miasto Yamagata (Japonia).